# قائمة أمراض لا علاج لها
هذه قائمة غير مكتملة من الأمراض المستعصية. وهي تشمل الأمراض الجسدية والعقلية.
- أ
- ب
- ت
- ث
- ج
- ح
- خ
- د
- ذ
- ر
- ز
- س
- ش
- ص
- ض
- ط
- ظ
- ع
- غ
- ف
- ق
- ك
- ل
- م
- ن
- ه
- و
- ي

## أ
- أرق وراثي مميت (Fatal familial insomnia)- هو مرض بريون وراثي ويسبب الأرق وأعراض أخرى.[1][2] متوسط عمر الشخص الذي لديه الأرق العائلي القاتل هو حوالي 18 شهرا بعد حدوثه.[3]
- اضطراب جيني (Genetic disease) - معظم الأمراض الوراثية لا يوجد لها علاج.
- اعتلال وعائي نشواني دماغي (Cerebral amyloid angiopathy) - هو مرض في الأوعية الدموية في الجسم ويسبب تراكم البروتين الذي يمكن أن يسبب انفجار الأوعية الدموية في الدماغ، مما يؤدى إلى الصداع. وهو شائع في حالات الخرف، ولكن يمكن أن يحدث لشخص لا يعاني من الخرف.[4]
- الزهايمر (Alzheimer)
- التهاب المفاصل (Arthritis)- التهاب المفاصل هو حالة يتم فيها الشعور بألم المفاصل. لا يوجد علاج معروف، ولكن هناك علاجات تساعد في تقليل الألم.
- التهاب المفاصل الروماتويدي (Rheumatoid Arthritis) - التهاب المفاصل الروماتويدي هو مرض المناعة الذاتي والذي يهاجم فيه الجهاز المناعي في الجسم المفاصل عن طريق الخطأ.[5]
- التهاب رئوي لانمطي حاد (سارس) (Severe Acute Respiratory Syndrome) - هو مرض تنفسي أصاب في البداية أشخاص في أجزاء من آسيا وأمريكا الشمالية وأوروبا في أواخر عام 2002 وأوائل عام 2003. ويرجع سبب الإصابة بالسارس إلى نوع من الفيروسات التاجية يمكن أن يتسبب في مرض معتدل إلى متوسط في الجهاز التنفسي العلوي مثل البرد.
- ألم عضلي ليفي (Fibromyalgia)
- ألم مفصلي (Joint pain) - قد يكون لألم المفاصل أسباب متعددة، وقد يكون مرتبط بأمراض متعددة. بعضها يعالج، والبعض الآخر غير قابل للشفاء ولكن ألم المفاصل يمكن تحسينه.[6]
- ألم عصب ثلاثي التوائم (Trigeminal Neuralgia) - حالة من الألم المزمن التي تؤثر على العصب ثلاثي التوائم أو العصب القحفي الخامس، واحد من الأعصاب الأكثر انتشارا على نطاق واسع في الرأس. لا يوجد علاج حقيقي للمرض.[7]
- انحراف العمود الفقري جانبيا (Scoliosis)
- إيدز (HIV/AIDS) - لا يوجد علاج لفيروس نقص المناعة البشرية أو الإيدز، ولكن توجد أدوية يمكن أن تساعد في السيطرة على أعراضه.[8]
- أمراض الحساسية: هي الحالات التي يتم فيها إطلاق الهيستامين. تشمل أنواع الحساسية: الحساسية الغذائية (يجب عدم الخلط بينها وبين عدم تحمل الطعام أو التسمم الغذائي)، التهاب الجلد التأتبي، صدمة الحساسية، وحساسية الأنف (تعرف أيضًا باسم حمى القش، وهي الأكثر شيوعًا). لا يوجد علاجات شافية للحساسية، ولكن توجد بعض العلاجات المؤقتة مثل مضادات الهيستامين والستيرويدات القشرية وتجنب مسببات الحساسية.
- الترنح: حالة عصبية تتكون بسبب عدم وجود تنسيق طوعي لحركات العضلات ما يسبب خللًا في المشي. الترنح هو مظهر سريري يشمل خللًا وظيفيًا في أجزاء الجهاز العصبي التي تقوم بتنسيق الحركة مثل المخيخ.
- العامل الخامس لايدن: هو شكل متغير (متحور) من العامل البشري الخامس (من العديد من المواد التي تساعد على تجلط الدم)، يسبب زيادة في تخثر الدم (فرط تخثر الدم). لا يستطيع البروتين المضاد للتخثر (الذي يكبح نشاط العامل الخامس المحفز للتجلط) من خلال هذه الطفرة الارتباط بشكل طبيعي بالعامل الخامس ما يؤدي إلى حالة تجلط شديدة، أي يميل المريض لتشكيل جلطات الدم الضارة بشكل متزايد. يعد العامل الخامس لايدن أكثر اضطرابات فرط التخثر الوراثي شيوعًا بين الأوروبيين. وسمي باسم مدينة لايدن الهولندية حيث تم التعرف عليه لأول مرة في عام 1994 من قبل البروفيسور بيرتينا وزملائه. يجب الأخذ بعين الاعتبار الشكوك حول أن العامل الخامس ليدن هو سبب حدوث أي تجلط دموي لدى أي مريض من أصل قوقازي دون سن 45، أو لدى أي شخص تملك عائلته تاريخًا في التخثر الدموي.
- النخالية الحمراء الشعرية Pityriasis rubra pilaris: تشير إلى مجموعة من الأمراض الجلدية التي تسبب التهابًا دائمًا وتقيح الجلد. يملك الأشخاص الذين يعانون من هذا النوع من النخالية بقعًا حمراء متقشرة قد تحدث في كل مكان على الجسم أو في مناطق محددة فقط. ينمو عند البعض أيضًا جلد كثيف على الجانب السفلي من اليدين والقدمين وتشوهات مختلفة في الأظافر أو ضعف الشعر. هناك عدة أنواع للمرض مصنفة حسب العمر الذي تبدأ الأعراض عنده وبحسب مناطق الجسم المختلفة ووجود أعراض أخرى. خيارات العلاج المتاحة هي تخفيف الأعراض، حيث تختلف بناءً على الأعراض وشدتها، مثل المطريات أو الأدوية مثل مثبطات المناعة.*
- أعران وراثية متعددة Hereditary multiple exostoses: لا يوجد علاج لهذا المرض الوراثي السائد، على الرغم من أن الجراحة لإزالة الأعران (العظام النامية) هو خيار محتمل عندما تصل إلى مستوى لا يطاق، يوجد دواء يسيطر على هذه الحالة لأنها قد تسبب ألمًا الشديد في العظام والمفاصل، وكذلك تعيق وتقلل من حركة المصابين.

## ب
- مرض باركنسون (Parkinson's disease)

## ت
- التصلب الجانبي الضموري (Amyotrophic Lateral Sclerosis)- المعروف أيضا باسم مرض لو جيرج
- تصلب متعدد (Multiple sclerosis)- هو داء مزيل للميالين حيث تتلف الأغلفة العازلة للخلايا العصبية في الدماغ والحبل الشوكي.[9] هذا الضرر يعرقل قدرة أجزاء من الجهاز العصبي على التواصل، مما يؤدي إلى مجموعة من العلامات والأعراض، بما في ذلك المشاكل الجسدية والعقلية، وأحيانا الأمراض النفسية.[10][11][12] لا يوجد له علاج معروف.[9]
- تنكس بقعي (Macular degeneration) - تنكس البصر مع عدم وجود علاج يمكنه إصلاح الأنسجة التالفة. ومع ذلك، هناك تدابير وتقنيات تتخذ لتقلل من الأضرار المستقبلية الناجمة عن هذا المرض.

## خ
- خلل التنسج الليفي المعظم المترقي (Fibrodysplasia Ossificans Progressiva)- هو اضطراب وراثي يتميز بحدوث التصاق الأنسجة الرخوة عند تماثلها للشفاء من الإصابات بالعظام. على الرغم من هذا، لا توجد للعظام المفاصل وتكون محدودة الحركة. قطع العظام ينتج عنه نمو هائل في العظام. وهو جيني، ولا يوجد له علاج معروف.[13]

## د
- داء بطني (Coeliac disease) - هو اضطراب المناعة الذاتية ومرض التهابي مزمن. يحدث عن طريق ابتلاع الغلوتين، وهو البروتين الموجود في القمح والشعير وحبوب الجاودار. ويسبب مرض الاضطرابات الهضمية التهاب الأمعاء والأمعاء الدقيقة. بعد التعرض المتكرر، يمكن أن يحدث تآكل للزغب في الأمعاء مما يضعف بطانة الأمعاء.[14] يتعرض مرضى الاضطرابات الهضمية الذين يتناولون الغلوتين إلى مستويات مختلفة من الألم والإسهال والغاز والانتفاخات بعد التعرض الأولي للغلوتين. التعرض الطويل يمكن أن يؤدي إلى مزيد من المشاكل الصحية مثل فقر الدم، ومشاكل العضلات والعظام، وتلف الأعصاب، وهشاشة العظام وغيرها.[15] حاليا لا يوجد علاج والعلاج الوحيد هو اتباع نظام غذائي صارم خال من الغلوتين.[16] على الرغم من أن هناك ابحاث مستمرة في للبحث عن علاج.[بحاجة لمصدر]
- داء المقوسات (Toxoplasmosis) - مرض حيواني المنشأ ينتشر من براز القط، واللحم غير المطبوخ والخضروات الطازجة غير المغسولة.
- داء الكلب (Rabies)

## ر
- ربو (Asthma)- الربو هو مرض يجعل أنابيب الشعب الهوائية أكثر عرضة للالتهاب والتهيج.و لا توجد طريقة لعلاج ذلك.[17]
- رنح نخاعي مخيخي (Spinocerebellar Ataxia) - هو اضطراب وراثي يثبط قدرة الشخص على استخدام الجهاز العصبي.[18]

## ز
- زكام (Common cold) - الزكام هو مرض يتحول كثيرا جدا، ونادرا ما يكون قاتلا،[19] لعمل لقاح أو علاج له.[20]

## س
- السكري (Diabetes)- مرض السكري هو اضطراب شائع يضعف قدرة الجسم على إنتاج واستخدام الأنسولين.[21] ليس هناك علاج لذلك، ولكن هناك خطط علاج فعالة للمساعدة في السيطرة عليه.[22]
- سوء التغذية العضلي (Muscular dystrophy)- مرض وراثي.
- سرطان الغدة الكظرية: شكل من أشكال السرطان الذي ينشأ في قشرة الغدة الكظرية وليس له علاج نهائي.

## ش
- شلل الأطفال (Polio) - في حين أن هناك لقاح لمنع شلل الأطفال، لا يوجد علاج معروف له.[23]
- شيخوخة مبكرة (Progeria) - يوجد القليل جدا من الأدوية وليس له علاج.[24] ومع ذلك، هناك دواء تحت الصناعة التي يخضع للفحوصات والتجارب.[25] وعادة ما يؤدي المرض إلى الوفاة في سن مبكرة.[26]

## ص
- الصدفية (Psoriasis) - هو مرض المناعة الذاتية الذي يؤثر على الجلد. ويمكن علاجه والسيطرة عليه إلى حد ما مع الدواء ولكن ليس له علاج نهائي.[27]
- الصرع (Epilepsy)- يمكن اعتبار أن الصرع يتم حله «للأفراد الذين تكون لديهم متلازمة الصرع التي تعتمد على السن ولكن عند تجاوز هذه السن أو أولئك الذين لم تحدث لديهم نوبات على مدى السنوات ال 10 الماضية، مع عدم تعاطي أدوية للنوبات على مدى السنوات الخمس الماضية»، أولئك الذين لديهم تاريخ مع الصرع الذي يعتبر الآن تم حله لديهم خطر أكبر للتعرض للنوبات من الأشخاص الذين لم يصيبوا به وليس هناك ما يضمن أن الصرع لن يعود لهم.[28]

## ف
- فقر الدم المنجلي (Sickle Cell Anemia)- الخلية المنجلية هي اضطراب يجعل خلايا الدم الحمراء غريبة الشكل وتتكسر. وهو نادر ولا يوجد له علاج.
- فصام(Schizophrenia) - هناك العديد من أنواع العلاج المتاح وثبت تحسن الحالات بها، ومع ذلك، ليس هناك علاج نهائي لهذا المرض العقلي.[29][30]
- فيبروميالجيا (Fibromyalgia)
- فيروس إيبولا (Ebola virus)- على الرغم من وجود علاج أدى إلى شفاء المرضى المصابين بهذا الفيروس بشكل كامل،[31] لا يوجد لقاح أو علاج متاح. ومع ذلك، هناك حاليا لقاحين محتملين قيد التقييم من قبل منظمة الصحة العالمية.[31] الطريقة الوحيدة للشفاء حاليا من هذا الفيروس هو أن وجود تيار مستمر من الأدوية والسوائل.
- فيروس ماربورغ (Marburg virus)- هذا الفيروس قاتل جدا ولا يوجد له علاج أو لقاح متاح.[32]
- فرط ضغط الدم الرئوي Pulmonary hypertension: نوع من ارتفاع ضغط الدم الذي يؤثر على شرايين الرئتين والجانب الأيمن من القلب. تصبح الشرايين الدقيقة التي تسمى الشرايين الرئوية والشعيرات الدموية في أحد أشكال ارتفاع ضغط الدم الرئوي ضيقة أو مسدودة أو تالفة، ما يعيق تدفق الدم عبر الرئتين ويزيد الضغط داخل شرايين الرئتين. ومع ارتفاع الضغط يعمل البطين الأيمن للقلب بشكل أكبر لضخ الدم، مما يؤدي في النهاية إلى ضعف عضلة القلب وفشلها. بعض أنواع ارتفاع ضغط الدم الرئوي هي أمراض خطيرة تزداد سوءًا مع الوقت وأحيانًا تكون قاتلة. وعلى الرغم من أن بعض أشكال ارتفاع ضغط الدم الرئوي ليست قابلة للشفاء، إلا أن العلاج يمكن أن يساعد في تخفيف الأعراض وتحسين الحياة.[33]

## ك
- مرض كروتزفيلد جاكوب (Creutzfeldt–Jakob disease) - هو مرض يحدث خلل في وظائف الاعصاب. لا يوجد علاج لهذا المرض،[34] على الرغم من الجهود الواسعة المبذولة للحد من فرصة الإصابة به.

## م
- متلازمة السمية الفلوروكينولونية (Fluoroquinolone Toxicity Syndrome)- هي متلازمة متعددة النظام التي تتطور في بعض المرضى الذين سبق أن وصفت لهم وصفة طبية للفلوروكينولون عن طريق الفم كمضاد للجراثيم.[35]
- مقدمات الارتعاج Pre-eclampsia: مرض يتطور تدريجيًا، له عدة أشكال ويتميز بارتفاع ضغط الدم وارتفاع نسبة البروتين في البول، أو ارتفاع ضغط الدم وضعف الجهاز الهضمي مع أو بدون ارتفاع نسبة البروتين خلال النصف الأخير من الحمل أو ما بعد الولادة. هذا الاضطراب ناجم عن خلل في الأوعية الدموية في المشيمة ولدى الأم ويشفى دائمًا بعد الولادة. وعلى الرغم من أن معظم حالات الحمل المصابة بهذا المرض تنتهي بنتائج جيدة للأم والجنين، إلا أن هذه الحالات معرضة لخطر وفاة الأم أو الجنين أو كلاهما أو الإصابة بمرض خطير. وبالإضافة إلى ذلك فإن النساء المصابات بمقدمات الارتعاج يكنَّ في خطر أكبر للإصابة بأمراض القلب والأوعية الدموية في المستقبل.

## هـ
- هربس (Herpes) - الهربس هو عدوى يتميز بألم وقروح الأعضاء التناسلية. وهي تنتقل جنسيا إذا لم تكن هناك حماية وهي شائعة جدا.
- داء هنتنغتون (Huntington's disease)
- هشاشة العظام (osteoporosis) - مرض يضعف العظام في الجسد. وهو شائع جدا وليس له علاج معروف.

## و
- ورم أرومي دبقي متعدد الأشكال (Glioblastoma) - أكثر أورام الدماغ خبثًا وشيوعًا.[36] لا توجد حاليا علاجات متاحة، وجميع المرضى تقريبا يعانون من تكرار الورم.[37]
- ورم التنسج الليفي للخلايا المستديرة الصغيرة (Desmoplastic small-round-cell tumor) - سرطان نادر ليس له علاج.[38]
- الوهن العضلي الوبيل (Myasthenia gravis)- هو اضطراب عصبي عضلي مناعي ذاتي يؤدي إلى تذبذب وضعف العضلات والوهن.[39] ولا يوجد علاج لهذا المرض.[40]